# Tulotoma magnifica
Tulotoma magnifica är en snäckart som först beskrevs av Conrad 1834.  Tulotoma magnifica ingår i släktet Tulotoma och familjen sumpsnäckor. IUCN kategoriserar arten globalt som starkt hotad. Inga underarter finns listade i Catalogue of Life.

## Bildgalleri

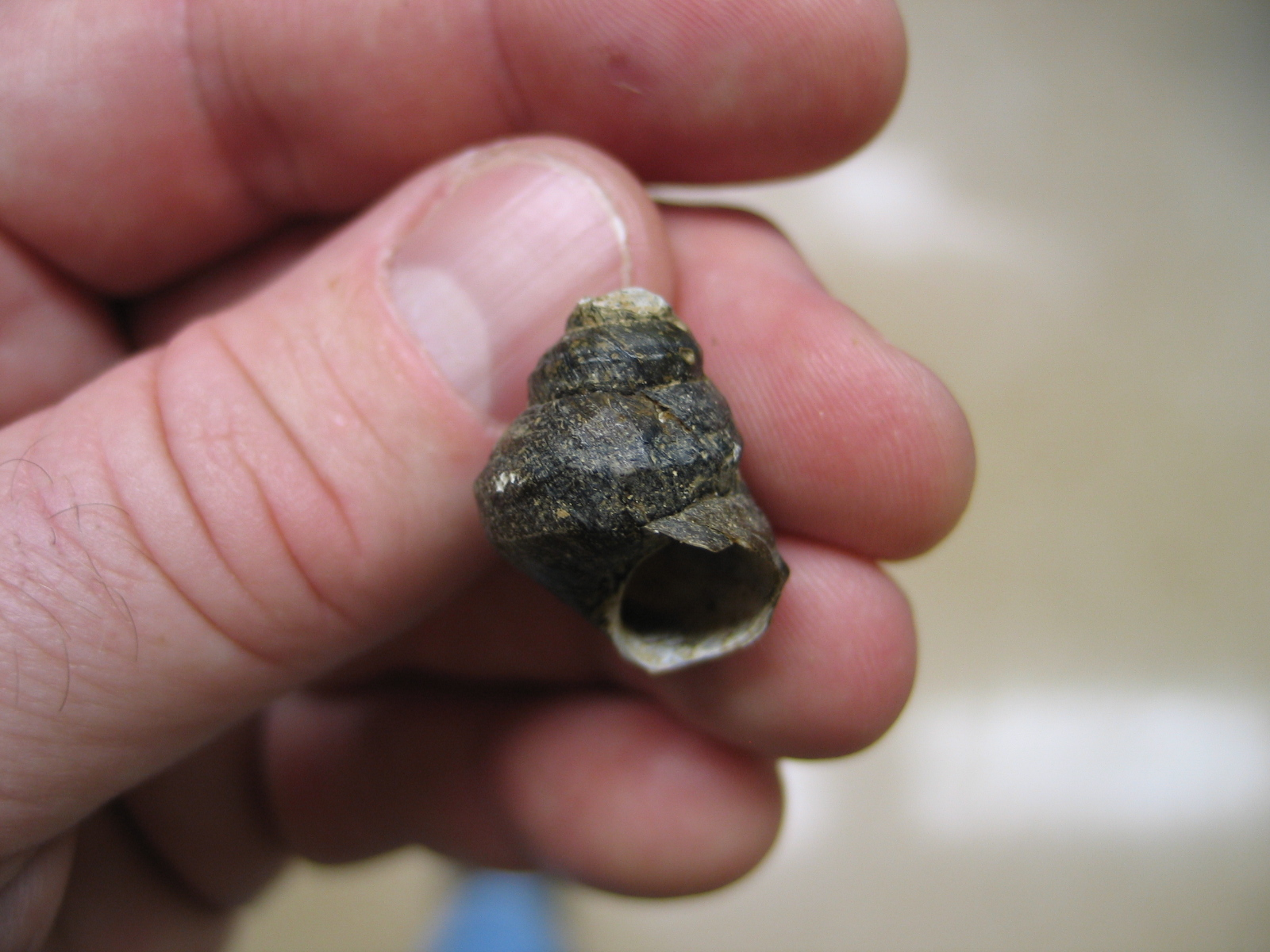
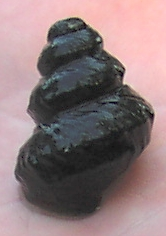
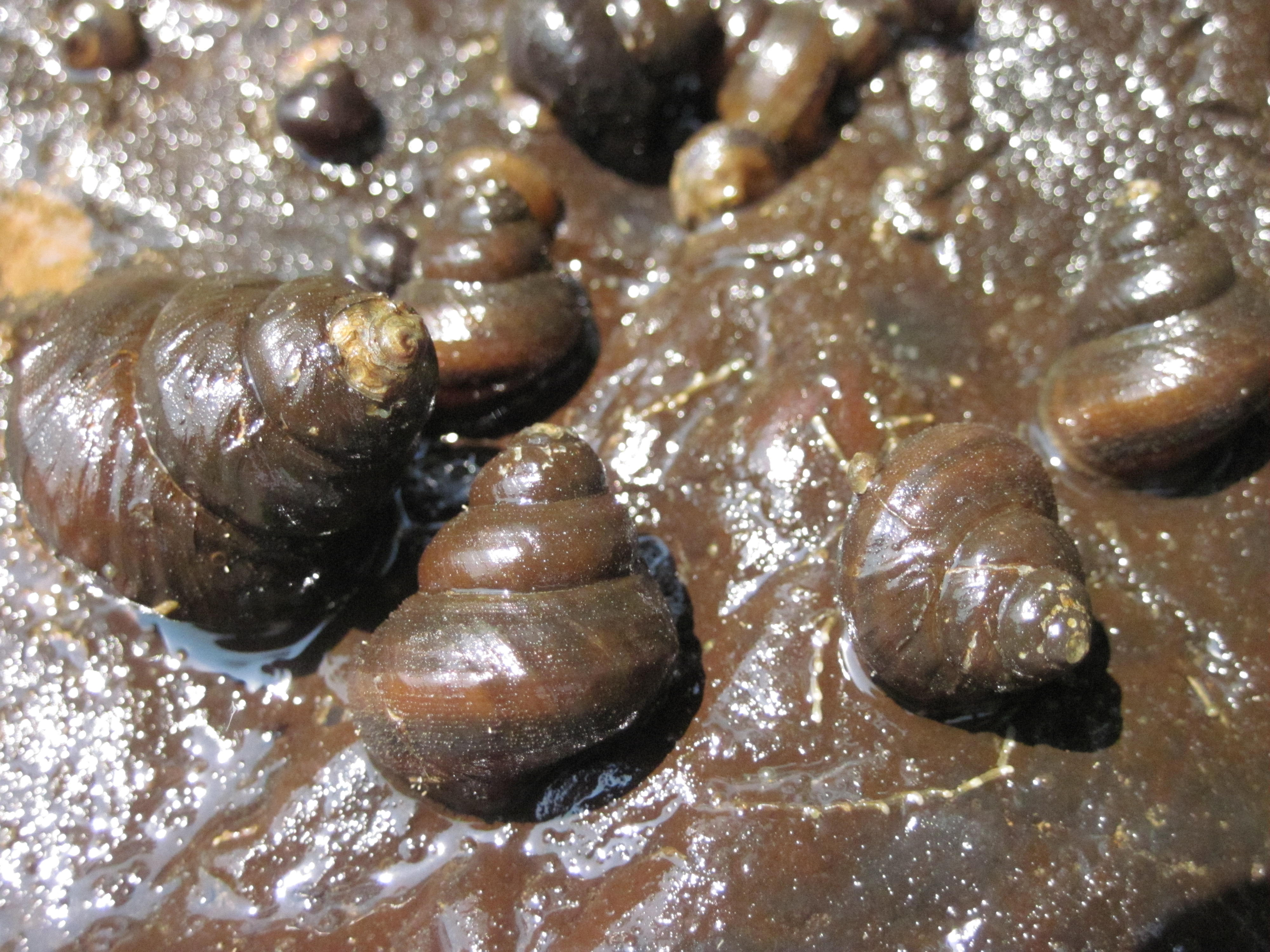
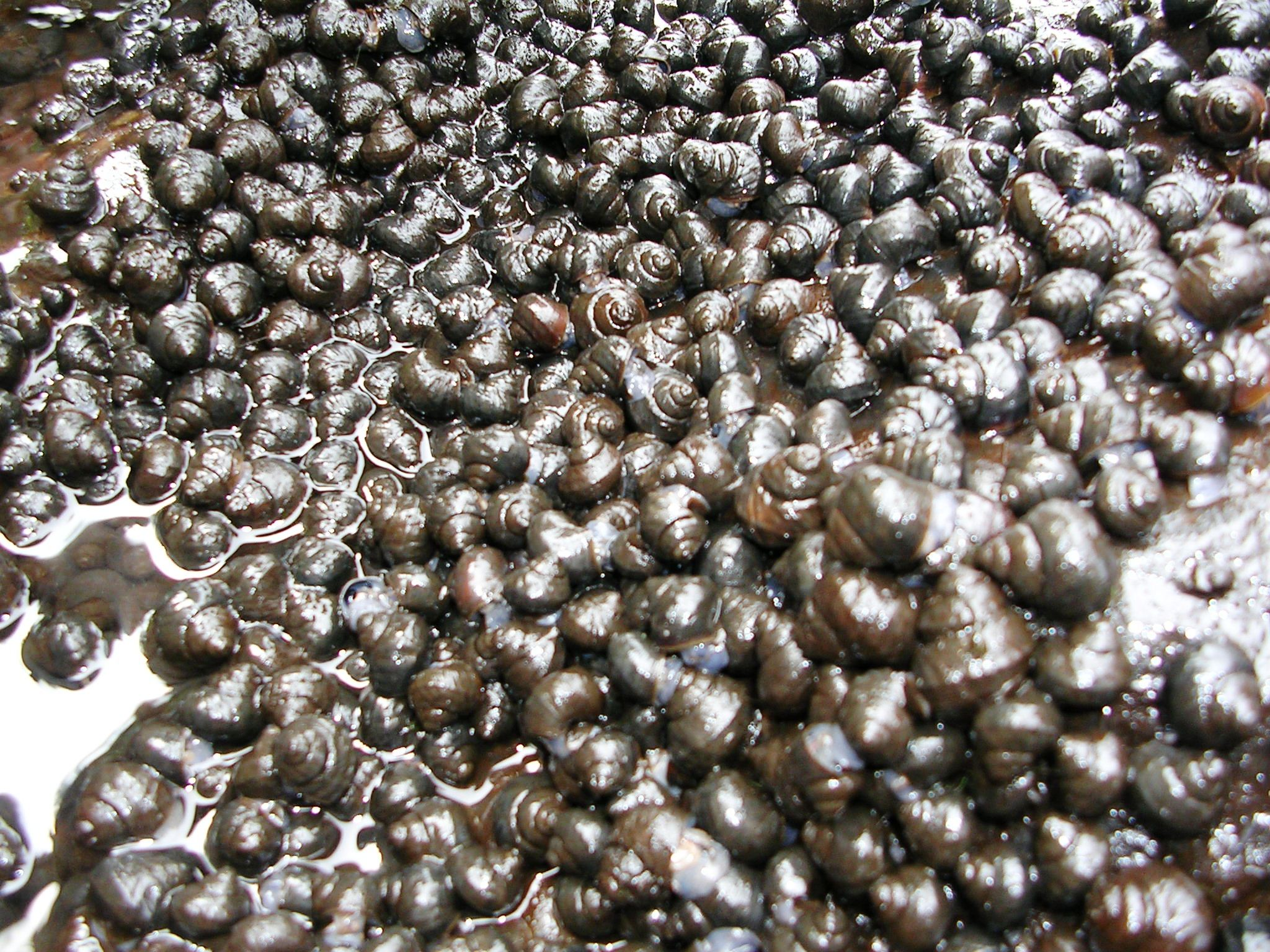